# 0식 함상전투기
0식 함상전투기(일본어: 零式艦上戦闘機 레이시키칸죠우센토우키[*], 영어: Mitsubishi A6M Zero) 또는 줄여서 영전(일본어: 零戦 레이센; 제로센[*]) 또는 흔히 제로전투기나 제로기는 대일본 제국 해군 항공대의 경량급 전투기이다. 또한, 제로기는 호리코시 지로가 설계했고, 미쓰비시 중공업이 생산했다. 그리고 제로기는 A6M이라는 제식 번호를 가지고 있는데, 이는 전투기를 의미하는 A, 그중 6번째 모델을 의미하는 6, 미쓰비시에서 생산되었다는 것을 의미하는 M이 결합된 것이다. 
당시 대일본 제국 해군의 무리한 요구를 충족시키기 위해 조종석의 장갑판을 떼어 버리고 연료탱크 봉합 장치도 생략하였고, 동시대의 유럽에서 생산되었던 것에 비해 출력이 떨어지는 925마력짜리 엔진으로도 장거리 항속 능력과 탁월한 상승력과 선회성능을 비롯 높은 기동력을 갖출 수 있었다.
A6M이 도입될 당시, 뛰어난 기동성과 상승속도, 긴 항속거리, 높은 고도에서 전투가 가능한 능력 등으로 놀라운 성과를 보여 연합군 조종사에게 공포의 대상이 되었다.
특히 제로센의 이러한 뛰어난 기동성은, 중일전쟁 등을 거치며 공중전 경험을 쌓은 숙련된 일본군 조종사들의 조종술과 결합되어, 태평양 전쟁의 서전에서 F2A 버팔로나 P-40 등 시대에 뒤쳐진 저성능의 항공기와, 대부분 숙련도 낮은 조종사들이 많았던 태평양 지역의 연합군을 압도, 연합군 지휘부에 큰 충격을 앉겨주었다.
하지만 이러한 비행성능을 달성하기 위해 행해진 무리한 경량화로 인한 취약한 기체강도와 방어력은, 이후 제로센의 치명적인 결점으로 작용, 전쟁 중반 이후 제로센의 급격한 몰락을 야기한다.
낮은 기체강도와 피탄에 대비한 방어설비 부족으로, 상대적으로 가벼운 피탄으로도 격추되었고, 특히 연료탱크의 내탄 및 소화설비 결여로 피탄시 화재가 발생하기 쉬웠다. 무엇보다 조종사 방호의 부족으로, 전투과정에서 연합군에 비해 조종사의 사상비율이 높았고, 이는 숙련된 항공승무원의 손실로 인한 일본군의 전력약화에 상당한 영향을 주었다.
또한 이 비행기의 엄청난 항속거리를 있게 한 구멍이 뚫린 약한 기골로 인한 기체의 구조강도 부족으로 인해, 급강하를 통한 가속을 버텨낼 수 있는 제한속도가 동시기 다른 전투기보다 상당히 낮아져, 상대적으로 저속도에서의 선회기동 중심의 공중전에서, 붐 앤 줌과 같은 급강하와 줌 상승을 통한 고속기동 중심의 전법으로의 공중전 양상 변화를 쫓아갈 수 없었다.
또한 화력이 상대적으로 빈약하여, 보다 견고하고 잘 방호된 미군 전투기를 격추하는데 어려움을 겪었으며, 통신장비의 성능이 열악하여 편대전술 활용에 제약이 많았다.
물론 이러한 제로센의 상대적 약점의 일부는, 알류신 열도에서 제로센을 노획하기 이전에도 제로센과의 전투를 경험한 연합군 조종사들에 의해 발견되었고, 이를 바탕으로 제로센에 대응하기 위한 새로운 전술이 개발된다.
그 하나는 진주만 공습 이전부터 중국에서 영전과 전투경험을 쌓던 플라잉 타이거즈로부터, 붐 앤 줌 전법, 즉 더 높은 고도에서 고속으로 강하, 일격이탈 전술이 제로센과의 전투에서 매우 유용하다는 소개 받아 이를 도입한다.
또 하나는 미 해군의 대표적인 대 제로센 전술로 잘 알려진 타치위브 전술. 미 항모 요크타운의 F4F 와일드캣 전투기 비행대 지휘관인 지미 타치에 의해 고안된 이 전술은, 영전에게 꼬리를 물린 두 대의 F4F 와일드캣이, 서로 반대 방향으로 교차하면서 상대방의 꼬리를 물고 있는 영전을 사각에서 공격하는 전술이었다. 특히 영전은 기체 강도가 취약해 기총 몇 발만 명중 시키면 격추시킬 수 있었는데다, 통신장비의 성능이 낮아 유기적 편대전술 구사에 어려움을 겪었기 때문에, 타치위브 전술은 미드웨이 해전을 시작으로, 매우 효과적으로 사용되었다.
그리고 미드웨이 해전 직후, 1942년 7월 알래스카의 외딴 섬에서 추락한 A6M 1기(아쿠탄 제로)가 거의 손상을 입지 않은 채로 미국측에 의해 획득되었다. 미국에서는 이 비행기를 수리하여, 여러 테스트 통해 제로센의 특징과 장단점을 정밀 분석, 제로센에 대한 체계적인 대응전술을 발전시킨다.
1. 제로센은 특히 저속에서의 선회반경이 무척 짧으므로 절대로 이 비행기와 저속선회를 통해 꼬리물기(도그파이팅, Dog fighting)을 시도하지 말라.
2. 이 비행기는 부족한 엔진 출력으로 높은 기동성을 내기 위해 구조적 강도를 희생 시켰기 때문에 급강하 능력이 떨어지므로 제로센에게 꼬리를 물릴 경우 급강하 하여 회피하면 벗어날 수 있다.
3. 저속영역에서는 매우 민첩하지만, 시속 200마일(320km/h) 이상의 고속비행시 에일러론의 작동이 급격하게 무거워져 기동성이 상당히 감소하며, 특히 롤성능은 시속 250km를 경계로 매우 급격히 악화되므로, 고속기동으로 끌어들여 대응해야 한다.

미군은 제로센과의 저속영역에서의 격투전을 회피하고, F4F 와일드캣과 같은 미군 전투기의 우세한 방어력과 화력, 급강하능력의 우위와, 제로센의 고속에서의 기동성 감소를 적극활용한 일격이탈 전술 중심의 고속 공중기동과 유기적 편대전술을 통해 제로센에 대응하는 전술을 확립한다. 그 결과, 당시 미 해군의 주력전투기이던 F4F 와일드캣은, 비행성능에선 열세였지만, 튼튼하고 잘 무장된 기체와 와일드캣과 제로센 각각의 장단점을 효과적으로 활용한 전술의 발전에 힘 입어 1942년에서 1943년 초반까지 제로센과의 공중전에서 대등이상의 전투를 펼친다.
결국 연합군이 제로센의 장단점을 파악하고 대응전술을 확립한 후, 제로센은 우수한 기동성에도 불구하고, 취약한 방어력을 포함한 여러 단점을 극복하지 못하고, 1942년 기간 동안의 주요전투에서는 일례로 미 해군의 당시 주력전투기 와일드캣과의 전투에서, 1942년 기간의 주요전투에선 격추-손실비(Kill Ratio) 약 1:1.16, 이후 최종합계 1:1.5로 도리어 열세를 기록하며, 일본군의 태평양 상공 제공권 장악 실패의 한 원인이 된다.
또한 미드웨이 해전과 과달카날 전투 등의 전투를 거치며, 일본군은 이 과정에서 숙련된 파일럿을 대거 잃게 되는데, 그 이유에는 제로센을 비롯한 일본군 항공기들의 방어력 및 승무원 방호대책 부족도 한 몫을 했다. 일본의 파일럿 양성 체계는 애당초 소수정예식으로 운영되었기 때문에, 파일럿 소모가 지속되자, 우수한 전투기 조종사를 대거 양성하는 미국에 비해서 파일럿의 기량도 뒤처지게 되었다.
그리고 일본이 전쟁 초반기 태평양 상공에서의 결정적인 공중우세 달성에 실패하고 전황이 교착된 사이, 미군은 서전의 충격을 회복하고 전력을 정비할 수 있었고, 본격적인 전시생산체제로의 전환과 더불어, 개전이전에 배치되기 시작했던 그러먼 F4F 와일드캣이나 P-40등, 상대적으로 저성능의 전투기들을 대신하여 F-6F 헬켓, F4U 콜세어, P-38 라이트닝과 같은 한층 강력한 엔진과 강화된 방어력과 무장을 갖춘 고성능의 신형 전투기들이 대량생산 체제를 갖춰, 속속 전장으로 투입되기에 이른다.
그 사이 일본도 영전을 개량하려고 하였으나 미국이나 유럽보다 항공기 개발 기술, 특히 고출력 엔진의 제작에 어려움을 겪으며 항공기 개량 및 신예기 개발 경쟁에서 뒤처지게 되었다. 부족한 방어력을 보충하려 조종사 장갑판과 연료봉합장치를 추가하였으나 약한 엔진 때문에 오히려 기존의 뛰어난 기동력과 긴 항속거리 마저 훼손되었다. 또한 A6M을 대체할 신형 전투기 개발도 지지부진 하였다. 결국 1942년 미드웨이 해전 및 과달카날 전투를 거치며 베테랑 파일럿을 대량으로 잃은 일본은 급격히 무너지기 시작하였다. 1943년부터는 대량으로 배치되기 시작한 신형 미군 전투기에게 완전히 성능적 열세에 놓여, 공포의 대상에서 손쉬운 먹잇감으로 전락하고 말았다. 이들 미국의 신형 전투기들은 A6M보다 출력이 두배에 가까운 훨씬 강한 엔진을 통해, 두터운 장갑을 장비하고도 훨씬 우수한 속도와 상승력, 급강하 능력 등을 이용하여 영전을 손쉽게 제압하였다.
미쓰비시 A6M은 1944년에는 구식이 되었지만 생산은 계속되었으며, 태평양 전쟁 말에, 가미카제 작전에 이용되었다.

## 이름
제로라는 이름은 일본군이 사용한 명칭 "영식 함상 전투기"에서 유래하여 전 세계적으로 알려진 이름이다. 여기서 0은 A6M이 도입된 때인 일본 건국 2600년 (서기 1940년)의 마지막 숫자를 따서 붙여졌다. 일본에서는 비공식적으로 제로-센(일본어: ゼロ戦)과 레이-센(일본어: 零戦)이라는 이름으로 불렸다. 일본군 조종사들은 A6M을 주로 "제로-센"이라고 불렀다. (영어 단어 "zero"와 프랑스어 단어 "zéro"는 19세기 말 영국과 프랑스의 기술자에 의해 전래되었다.)

## 운용국
주 운용국
 일본 제국
- 일본 제국 해군 항공대

 태국
- 타이 공군

2차 대전 중 포획한 전투기 사용
 중화민국
- 중화민국 공군

 프랑스
- 프랑스 공군

 인도네시아
- 인도네시아 공군

 미국
- 미국 육군 항공대

## 성과
A6M2 Zero 함상 전투기는 태평양 전쟁 초반에 많은 성과를 거두었다.
미 해군이 운용하던 F4F 와일드캣보다 뛰어난 기동성으로 태평양 전쟁 초기에 항공 전투력을 압도했다.
또 노획한 A6M3 Zero 전투기로 기체구조를 알아챈 미 해군이 효과적인 전술을 도입하자 곧 위력을 잃었으며 이후 F6F 헬캣 등을 만들면서 고성능의 전투기들을 내보이자 성능적으로 완전히 열세에 놓이게 된다.
그러자 A6M3 Zero 전투기에서 장갑을 강화시킨 A6M5 Zero 전투기를 내세웠다.

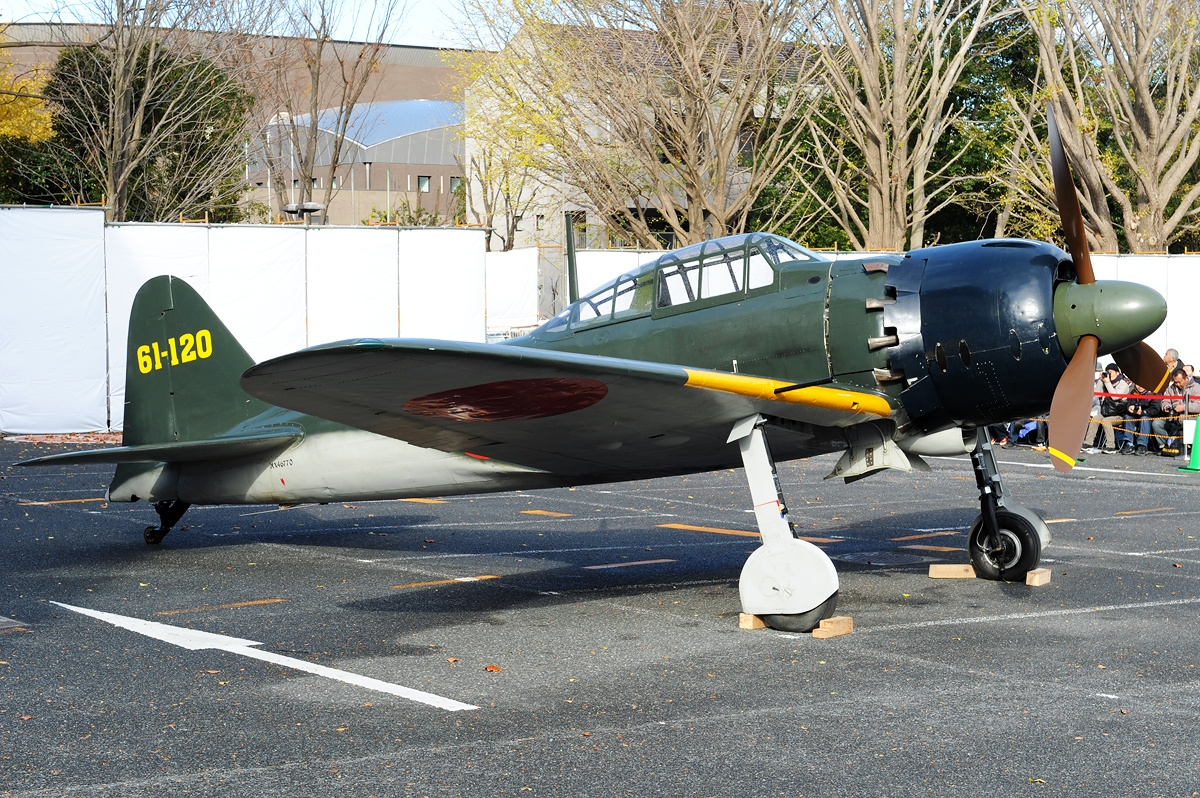
방탄장비 추가등의 개량을한 영전52형

베테랑 파일럿이 조종하는 A6M Zero 전투기는 저고도 도그파이팅에서는 위협적이었다고 한다.

## 제원 (A6M5 0식 52형)

### 일반
- 승무원: 1
- 길이: 9.06 m (29 ft 9 in)
- 날개폭: 12.05m
- 높이: 3.05 m (10 ft 0 in)
- 날개 면적: 22.44 m² (241.5 ft²)
- 공 중량: 1,680 kg (3,704 lb)
- 탑재 중량: 2,410 kg (5,313 lb)
- 종횡비: 6.4

### 성능
- 최고 속력: 564km/h at 6,000m
- 항속 거리: 3,105 km (1,675 nm, 1,929 mi)
- 상승고도 10,500 m (33,000 ft)
- 상승률: 15.7 m/s (3,100 ft/min)
- 날개 면적당 탑재 중량: 107.4 kg/m² (22.0 lb/ft²)
- 엔진: 1× 나카지마 사카에 31형 엔진, 1,130마력
- 추력대 중량비: 294 W/kg (0.18 hp/lb)

### 무장
- 기총:
  - 1x 7.7 mm 97형 기관총. 개당 500발의 탄환을 탑재 1x 13.2mm 1식 기관총. 개당 250발의 탄환
  - 2× 20 mm 99형 기관포. 날개에 장착, 개당 125발의 탄환 탑재
- 폭탄:
  - 2× 60 kg (132 lb) 폭탄 혹은
  - 1× 가미카제 공격용 250 kg 폭탄 or 로켓탄( A6M7 기준)

## 같이 보기
- 나카지마 A6M2-N
- 그러먼 F4F 와일드캣
- Ki-43 하야부사
- F6F 헬캣
- 미쓰비시 F-2 - "바이퍼 제로센"이라고 부른다. 바이퍼는 F-16의 애칭이다.
- 아쿠탄 제로